# Volfango d'Assia-Kassel
Volfango Maurizio d'Assia-Kassel (Offenbach am Main, 6 novembre 1896 – Francoforte sul Meno, 12 luglio 1989) è stato un principe d'Assia-Kassel.

## Biografia
Volfango nacque a Castello di Rumpenheim. Era il secondogenito di una coppia di gemelli, quarto figlio del principe Federico Carlo d'Assia-Kassel, e di sua moglie, la principessa Margherita di Prussia. Suo zio materno era l'imperatore tedesco Guglielmo II.
Il padre di Volfango fu eletto re di Finlandia il 9 ottobre 1918. La Finlandia (Granducato di Finlandia) fino al 1918 faceva parte dell'Impero russo. L'ultimo imperatore russo, Nicola II (cugino di Federico d'Assia-Kassel) fu anche Granduca di Finlandia.
Tuttavia, Federico Carlo rinunciò al trono il 14 dicembre 1918 e il titolo non fu mai effettivamente detenuto dalla famiglia. Volfango sarebbe stato l'erede di suo padre come re di Finlandia al posto del suo gemello maggiore, il principe Filippo d'Assia, apparentemente perché Volfango era con i suoi genitori nel 1918 e pronto a recarsi in Finlandia (dove un matrimonio con una signora finlandese era stato organizzato per il principe ereditario venente). Filippo stava facendo il servizio militare e partecipò alla prima guerra mondiale.

## Matrimoni

### Primo Matrimonio
Sposò, il 17 settembre 1924, la principessa Maria Alessandra di Baden (1902-1944), figlia del principe Massimiliano di Baden e della principessa Maria Luisa di Hannover. Non ebbero figli.

### Secondo Matrimonio
Sposò, il 7 settembre 1948 sposò Ottilia Moeller (1903-1991), figlia di Ludwig Moeller. Non ebbero figli.
Volfango adottò suo nipote, il principe Carlo Adolfo d'Assia (nato nel 1937), figlio maggiore del fratello minore Cristoforo, ucciso in azione nel 1943.
Lavorò alla MM Warburg & Co di Amburgo e alla Camera di commercio di Wiesbaden. Nel 1933, con l'aiuto di Hermann Göring (il cui amico intimo era il suo gemello Filippo), Volfango ricevette la posizione di landrats nel distretto di Obertaunuskreis in Assia. Volfango si iscrisse ai membri della SA. Ha servito come maggiore nell'esercito tedesco. Durante la seconda guerra mondiale, ha prestato servizio per tre anni con le truppe tedesche nella Lapponia finlandese.

## Morte
Alla fine della guerra, Volfango fu internato e, dopo la sua liberazione, visse nel castello di Friedrichshof. Per molto tempo è stato a capo della Family Foundation of the Hessian Kurfürrish House (in tedesco: Kurhessische Hausstiftung).
Morì il 12 luglio 1989 a Francoforte sul Meno.

## Ascendenza
|                                             |                         |                                                       | Genitori                                              |  |  | Nonni |  |  | Bisnonni                           |  |  | Trisnonni                         |  |
|                                             |                         |                                                       |                                                       |  |  |       |  |  | Langravio Guglielmo d'Assia-Kassel |  |  | Langravio Federico d'Assia-Kassel |  |
|                                             |                         |                                                       |                                                       |  |  |       |  |  | Langravio Guglielmo d'Assia-Kassel |  |  | Langravio Federico d'Assia-Kassel |  |
|                                             |                         | Principessa Carolina di Nassau-Usingen                |                                                       |  |  |       |  |  | Langravio Guglielmo d'Assia-Kassel |  |  |                                   |  |
| Langravio Federico Guglielmo d'Assia-Kassel |                         |                                                       |                                                       |  |  |       |  |  | Langravio Guglielmo d'Assia-Kassel |  |  |                                   |  |
|                                             |                         | Principessa Luisa Carlotta di Danimarca               | Federico, Principe Ereditario di Danimarca e Norvegia |  |  |       |  |  |                                    |  |  |                                   |  |
|                                             |                         | Principessa Luisa Carlotta di Danimarca               | Federico, Principe Ereditario di Danimarca e Norvegia |  |  |       |  |  |                                    |  |  |                                   |  |
|                                             |                         | Principessa Luisa Carlotta di Danimarca               | Duchessa Sofia Federica di Meclemburgo-Schwerin       |  |  |       |  |  |                                    |  |  |                                   |  |
| Federico Carlo, Langravio d'Assia           |                         | Principessa Luisa Carlotta di Danimarca               |                                                       |  |  |       |  |  |                                    |  |  |                                   |  |
|                                             |                         | Principe Carlo di Prussia                             | Federico Guglielmo III di Prussia                     |  |  |       |  |  |                                    |  |  |                                   |  |
|                                             |                         | Principe Carlo di Prussia                             | Federico Guglielmo III di Prussia                     |  |  |       |  |  |                                    |  |  |                                   |  |
|                                             |                         | Principe Carlo di Prussia                             | Duchessa Luisa di Meclemburgo-Strelitz                |  |  |       |  |  |                                    |  |  |                                   |  |
| Anna di Prussia                             |                         | Principe Carlo di Prussia                             |                                                       |  |  |       |  |  |                                    |  |  |                                   |  |
|                                             |                         | Principessa Maria di Sassonia-Weimar-Eisenach         | Carlo Federico, Granduca di Sassonia-Weimar-Eisenach  |  |  |       |  |  |                                    |  |  |                                   |  |
|                                             |                         | Principessa Maria di Sassonia-Weimar-Eisenach         | Carlo Federico, Granduca di Sassonia-Weimar-Eisenach  |  |  |       |  |  |                                    |  |  |                                   |  |
|                                             |                         | Principessa Maria di Sassonia-Weimar-Eisenach         | Granduchessa Marija Pavlovna di Russia                |  |  |       |  |  |                                    |  |  |                                   |  |
| Volfango d'Assia-Kassel                     |                         | Principessa Maria di Sassonia-Weimar-Eisenach         |                                                       |  |  |       |  |  |                                    |  |  |                                   |  |
|                                             | Guglielmo I di Germania | Federico Guglielmo III di Prussia                     |                                                       |  |  |       |  |  |                                    |  |  |                                   |  |
|                                             | Guglielmo I di Germania | Federico Guglielmo III di Prussia                     |                                                       |  |  |       |  |  |                                    |  |  |                                   |  |
|                                             | Guglielmo I di Germania | Duchessa Luisa di Meclemburgo-Strelitz                |                                                       |  |  |       |  |  |                                    |  |  |                                   |  |
| Federico III di Germania                    | Guglielmo I di Germania |                                                       |                                                       |  |  |       |  |  |                                    |  |  |                                   |  |
|                                             |                         | Principessa Augusta di Sassonia-Weimar                | Carlo Federico, Granduca di Sassonia-Weimar-Eisenach  |  |  |       |  |  |                                    |  |  |                                   |  |
|                                             |                         | Principessa Augusta di Sassonia-Weimar                | Carlo Federico, Granduca di Sassonia-Weimar-Eisenach  |  |  |       |  |  |                                    |  |  |                                   |  |
|                                             |                         | Principessa Augusta di Sassonia-Weimar                | Granduchessa Marija Pavlovna di Russia                |  |  |       |  |  |                                    |  |  |                                   |  |
| Principessa Margherita di Prussia           |                         | Principessa Augusta di Sassonia-Weimar                |                                                       |  |  |       |  |  |                                    |  |  |                                   |  |
|                                             |                         | Alberto di Sassonia-Coburgo e Gotha Principe Consorte | Ernesto I, Duca di Sassonia-Coburgo e Gotha           |  |  |       |  |  |                                    |  |  |                                   |  |
|                                             |                         | Alberto di Sassonia-Coburgo e Gotha Principe Consorte | Ernesto I, Duca di Sassonia-Coburgo e Gotha           |  |  |       |  |  |                                    |  |  |                                   |  |
|                                             |                         | Alberto di Sassonia-Coburgo e Gotha Principe Consorte | Principessa Luisa di Sassonia-Gotha-Altenburg         |  |  |       |  |  |                                    |  |  |                                   |  |
| Vittoria, Principessa Reale del Regno Unito |                         | Alberto di Sassonia-Coburgo e Gotha Principe Consorte |                                                       |  |  |       |  |  |                                    |  |  |                                   |  |
|                                             |                         | Vittoria del Regno Unito                              | Principe Edoardo, Duca di Kent                        |  |  |       |  |  |                                    |  |  |                                   |  |
|                                             |                         | Vittoria del Regno Unito                              | Principe Edoardo, Duca di Kent                        |  |  |       |  |  |                                    |  |  |                                   |  |
|                                             |                         | Vittoria del Regno Unito                              | Principessa Vittoria di Sassonia-Coburgo-Saalfeld     |  |  |       |  |  |                                    |  |  |                                   |  |
|                                             |                         | Vittoria del Regno Unito                              |                                                       |  |  |       |  |  |                                    |  |  |                                   |  |